# Naturpark Spessart
Naturpark Spessart ligger i Spessart i de tyske Mittelgebirge og har et areal på 2.440 km². Det geologiske grundlag for naturparken er en i sydøst beliggende trias-sandstenplade på op til 400 m tykkelse. Naturparken omfatter det største sammenhæængende område med blandet skov i Tyskland. Dybe dale , blide skråninger og bakker karakteriserer Spessart-landskabet.
Naturpark Spessart består af to dele:
- Naturpark Bayerischer Spessart (grundlagt i 1961) i det nordvestlige Bayern er 1710 km² og ligger i det såkaldte Mainviereck (Main-firkanten, efter floden Main der indrammer området på de tre sider).
- Naturpark Hessischer Spessart (grundlagt i 1962) i den sydøstlige del af Hessen er 730 km² stor, og ligger i det nordlige Spessart, syd for Autobahn A66 mellem Hanau og Schlüchtern.